# Apocalypse Hotel
Apocalypse Hotel (アポカリプスホテル, Apokaripusu Hoteru) est une série télévisée d'animation originale produite par Cyber Agent et animée par le studio CygamesPictures (ja). Elle est réalisée par Kana Shundo et scénarisée par Shigeru Murakoshi. Elle est diffusée d'avril à juin 2025.

## Synopsis
En 2057, la Terre se trouve victime d'une étrange pollution qui se propage dans toute l'atmosphère autour de la planète rendant l'air irrespirable pour les primates dont les humains. Sans aucun moyen de guérir ou de contrer cette pollution, l'humanité n'a d'autre choix que de fuir vers l'espace, abandonnant la planète. Un siècle plus tard, le seul signe de civilisation restant est l'hôtel Gingarou à Ginza, maintenu en activité par ce qui reste du personnel composé uniquement de robots autonomes dirigés par la maîtresse d'hôtel gynoïde Yachiyo. Alors que le personnel attend patiemment le retour de l'humanité, il est pris au dépourvu lorsque son premier client depuis un siècle se révèle être un visiteur extraterrestre.

## Personnages
Yachyo (ヤチヨ)
Voix japonaise : Saho Shirasu (ja)
Le personnage principal de la série. C'est un robot humanoïde ayant l'apparence d'une jeune fille rousse, seul survivant des robots de sa catégorie. Ayant reçu la mission de tenir l'hôtel Gingarou jusqu'au retour des humains, elle s'acquitte de sa tâche avec zèle. D'ailleurs, le moindre grain de sable dans son quotidien peut la mettre dans tous ses états. L'arrivée d'extraterrestres l'oblige pourtant à adapter son comportement face à ces nouveaux clients. Au fil des siècles, elle acquiert un caractère plus humain, apprenant notamment à prendre du temps pour elle. A chaque fois qu'elle accomplit une tâche qui sort de l'ordinaire, elle acquiert de nouvelles fonctionnalités, par exemple, des feux d'artifices après avoir réprimandé des clients peu respectueux.
Ponko (ポン子)
Voix japonaise : Sumire Morohoshi
Le second personnage principal. Extraterrestre de l'espèce des Tanukiens, elle est venue sur Terre encore enfant avec toute sa famille qui fuyait un conflit sur leur planète d'origine. Ils ont appris l'existence de la Terre après avoir abordé l'épave d'un des vaisseaux d'évacuation dont ils ont utilisé les archives pour acquérir la langue japonaise et les habitudes des humains dans l'optique de se faire passer pour des réfugiés de retour chez eux. Vite démasqués malgré leurs capacités métamorphes, ils se sont installés à l'hôtel Gingarou. Dans un premier temps, en voulant reproduire leurs habitudes, ils dégradent l'hôtel, ce qui leur vaut une sévère correction de la part de Yachyo. A la suite de cet incident, Ponko se fait engager comme employée pour réparer les dégâts. A l'origine, elle n'est qu'une petite fille solaire et tête en l'air, mais elle devient plus mature et responsable en grandissant.
Robot Portier (ドアマンロボ, Doaman Robo)
Voix japonaise : Hiroki Tōchi (ja)
Comme son nom l'indique, ce robot géant a pour fonction d'ouvrir les portes aux clients de l'hôtel, mais ces gestes répétitifs le font surchauffer régulièrement, obligeant Yachyo à le refroidir en l'aspergeant. Excepté Yachyo, il est le seul robot de l'hôtel à parler.
Robot Environnemental (環境チェックロボ, Kankyō Chekku Robo)
Voix japonaise : Shin'ichirō Miki
Ce robot n'appartient pas au personnel de l'hôtel. Comme ses congénères, dont il est le seul survivant au début de l'histoire, il a pour fonction de surveiller l'environnement de la Terre et de prévenir les humains si elle redevient habitable. Il peut faire surgir un canon laser exagérément long par rapport à sa carcasse pour faire face à toute menace. Il est surnommé "Robot Fifou" par Ponko.
Le propriétaire (オーナー, Ōnā)
Voix japonaise : Hiroyuki Kinoshita (ja)
C'est lui qui a confié sa mission à Yachyo avant de quitter la Terre. Il est vraisemblablement mort et n'apparaît que dans des flashbacks.
Bumbuku (ブンブク, Bunbuku)
Voix japonaise : Chō (ja)
L'époux de Mami et le père de Ponko et Fuguri. Après avoir vécu avec sa famille comme un parasite de l'hôtel pendant un siècle, il aménage son vaisseau - qui s'est écrasé et n'a pas pu être réparé - pour en faire sa maison. Il installe aussi une distillerie pour pourvoir l'hôtel en alcool.
Mami (マミ)
Voix japonaise : Takako Honda (ja)
L'épouse de Bumbuku et la mère de Ponko et Fuguri. Elle a un certain goût pour l'alcool et on apprend que c'est à la suite d'une nuit d'ivresse qu'elle et son mari ont conçu leur fille.
Fuguri (フグリ)
Voix japonaise : Mutsumi Tamura
Le frère cadet de Ponko.
Mujina (ムジナ)
Voix japonaise : Yoshiko Sakakibara
La mère de Bumbuku et la grand-mère de Ponko et Fuguri. Elle meurt de vieillesse dans l'épisode 9 mais a décidé que son enterrement se ferait dans la joie et la bonne humeur, à l'image de ce que fut sa vie, et pour ne pas avoir à décaler le mariage de sa petite fille, qu'il se ferait en même temps.
Ponstin (ポンスティン, Ponsutin)
Voix japonaise : Natsuki Hanae
Médecin Tanukien venu sur Terre pour soigner Mujina, alors malade, il devient le conjoint de Ponko.
Gentle Alien (温和宇宙人, Onwa Uchūbito)
Voix japonaise : Takahide Adachi (ja)
Aggressive Alien (津田健次郎, Kowamote Uchūbito)
Voix japonaise : Kenjiro Tsuda (ja)
Tamako (タマ子)
Voix japonaise : Hina Kino
Fille aînée de Ponko et Ponstin. Elle apparaît à partir de l'épisode 10.

## Anime
La série télévisée d'animation originale produite par Cyber Agent est annoncée le 28 août 2024 . Elle est animée par le studio d'animation CygamesPictures (ja), réalisée par Kana Shundo et scénarisée par Shigeru Murakoshi. Le design des personnages est réalisé par Natsuki Yokoyama qui se base sur un design original de Izumi Takemoto (ja) et la musique est composée par Yoshiaki Fujisawa. La série est diffusée du 9 avril au 23 juin 2025 sur le bloc de programme AnichU (ja) de Nippon TV et d'autres chaînes,. Pour les francophones, la série est sortie en simulcast sur la plateforme Crunchyroll.
Aiko interprète le générique du début intitulé Skirt ainsi que le générique de fin intitulé Capsule (カプセル),.

### Liste des épisodes
| No | Titre français                                                      | Titre japonais                     | Titre japonais                               | Date de 1re diffusion |
| No | Titre français                                                      | Kanji                              | Rōmaji                                       | Date de 1re diffusion |
| -- | ------------------------------------------------------------------- | ---------------------------------- | -------------------------------------------- | --------------------- |
| 1  | Que l'hôtel soit le théâtre de récits                               | ホテルに物語を                     | Hoteru ni monogatari o                       | 9 avril 2025          |
| 2  | Tradition rime parfois avec innovation et fantaisie                 | 伝統に革新と遊び心を               | Dentou ni kakushin to asobigokoro o          | 16 avril 2025         |
| 3  | Le sourire est le plus beau des ornements                           | 笑顔は最高のインテリア             | Egao wa saikō no interia                     | 23 avril 2025         |
| 4  | Gastronomie et étiquette sont des arts à part entière               | 食と礼儀に文化あり                 | Shoku to reigi ni bunka ari                  | 30 avril 2025         |
| 5  | Si tout séjour est limité, les services, eux, ne doivent pas l’être | 限りある時間に惜しみないサービスを | Kagiriaru jikan ni oshiminai sabisu o        | 7 mai 2025            |
| 6  | L'hospitalité s’exécute sans faux-semblants                         | おもてなしにはうらもなし           | Omotenashi ni wa uramonashi                  | 14 mai 2025           |
| 7  | Modeste est notre comportement, mais non nos ambitions              | お辞儀は深く 志は高く              | Ojigi wa fukaku, kokorozashi wa takaku       | 21 mai 2025           |
| 8  | Punie au poing ! Pardonnée à bras ouverts !                         | おしおきはグー！なかなおりはパー！ | Oshioki wa guu! Nakanaori wa paa!            | 28 mai 2025           |
| 9  | Chaque jour doit être mémorable pour nos hôtes                      | お客様の人生に、今日という栞を     | Okyakusama no jinsei ni, kyou to iu shiori o | 4 juin 2025           |
| 10 | La blancheur des draps reflète la pureté de nos cœurs               | シーツの白さは 心の白さ            | Shītsu no shiro sa wa, kokoro no shiro sa    | 11 juin 2025          |
| 11 | Vive les trous, sauf dans notre emploi du temps !                   | 穴は掘っても空けるなシフト!        | Ana wa hotte mo akeruna shifuto!             | 18 juin 2025          |
| 12 | L’hôtel vise à être le meilleur de la galaxie                       | 銀河一のホテルを目指して           | Ginga ichi no hoteru o mezashite             | 25 juin 2025          |

## Manga
Une série spin-off en manga illustrée par Takemoto et nommée Apocalypse Hotel Pusupusu (アポカリプスホテルぷすぷす, Apokaripusu Hoteru Pusupusu) est publiée dans le magazine en ligne Storia Dash de l'éditeur Takeshobo à partir du 11 avril 2025,.

## Réception
Apocalypse Hotel a été nommé dans la liste des meilleurs séries d'animation Printemps 2025 par Anime News Network.

### Annotations
1. ↑  Les titres français de l'adaptation en anime proviennent de Crunchyroll.